# پری (ماهنشان)
روستای پری از توابع دهستان اورباد در بخش مرکزی شهرستان ماهنشان استان زنجان قرار دارد.
بر اساس سرشماری عمومی سال ۱۳۸۵ جمعیت آن ۷۷۷ نفر (۱۷۷ خانوار) است.